# 昌平桃林村东岳庙
昌平桃林村东岳庙位于北京昌平城区东北15公里处，北临燕都山脉。桃林村面积9.78平方公里，辽代时就已形成，是一个拥有一千多年历史的古老村落。
桃林村的东岳庙的建造年代不详，当地老人说建于明代，也没有碑碣可供查寻。现在古庙只剩下西配殿——东岳殿了，里面原来供奉黄飞虎和药王。清末，一位僧人云游至此，随手将此诗题于东岳庙的山墙上：“桃花三月映日红，林间茂盛几千层，贵得依傍高山下，村中瑞气怡然成。”
桃林村东岳庙现在保留着完整的七十二司壁画，各司公堂的横匾之上均书“某某司”，可确认的有71个。
。整座壁画分布在东岳殿的南北两壁，每壁37幅，共计74幅，总面积10.95平方米，表现了地府判官审理人间各类罪孽亡灵的情景。壁画出自民间艺人之手，图样清晰，人物传神，生动再现了明清时期老北京的世俗风情，是研究道教地府判官的职司和中国传统劝善思想的珍贵资料。